# Dmitrij Alekszejevics Taraszov
Dmitrij Alekszejevics Taraszov (oroszul: Дми́трий Алексе́евич Тара́сов; Moszkva, 1987. március 18.) orosz válogatott labdarúgó.
Bekerült a hazai rendezésű 2017-es konföderációs kupán részt vevő orosz keretbe.

## Statisztika
| Válogatott  | Szezon   | Mérkőzés | Gól |
| ----------- | -------- | -------- | --- |
| Oroszország | 2010     | 0        | 0   |
| Oroszország | 2011     | 0        | 0   |
| Oroszország | 2012     | 0        | 0   |
| Oroszország | 2013     | 2        | 1   |
| Oroszország | 2014     | 0        | 0   |
| Oroszország | 2015     | 0        | 0   |
| Oroszország | 2016     | 2        | 0   |
| Oroszország | 2017     | 4        | 0   |
| Összesen    | Összesen | 8        | 1   |

## Sikerei, díjai

### Klub
- Lokomotyiv Moszkva
  - Orosz bajnok: 2018–19
  - Orosz kupa: 2014–15, 2016–17, 2018–19